# Női 200 méteres pillangóúszás a 2005. évi nyári európai ifjúsági olimpiai fesztiválon
A 2005. évi nyári európai ifjúsági olimpiai fesztiválon az úszás női 200 méteres pillangóúszás versenyeit július 8-án rendezték, Lignano Sabbiadoróban.

## Előfutamok
| H  | F | Név                      | Nemzet                | E       | Mj |
| -- | - | ------------------------ | --------------------- | ------- | -- |
| 1  | 3 | Ellen Gandy              | Egyesült Királyság    | 2:15.26 | QA |
| 2  | 2 | Carla Campo              | Spanyolország         | 2:17.74 | QA |
| 3  | 2 | Daria Kostovarova        | Oroszország           | 2:20.18 | QA |
| 4  | 1 | Kovács Emese             | Magyarország          | 2:21.42 | QA |
| 5  | 1 | Josefine Karlsson        | Svédország            | 2:21.60 | QA |
| 6  | 3 | Nina Schiffer            | Németország           | 2:22.26 | QA |
| 7  | 3 | Eleonora Tafi            | Olaszország           | 2:23.84 | QA |
| 8  | 3 | Andriana Terzi           | Görögország           | 2:24.65 | QA |
| 9  | 1 | Nikola Zatopkova         | Csehország            | 2:26.71 | QB |
| 10 | 2 | Tijana Vukanovic         | Szerbia és Montenegró | 2:27.74 | QB |
| 11 | 1 | Mich Bischoff Strandskov | Dánia                 | 2:28.68 | QB |
| 12 | 2 | Kim Nickels              | Luxemburg             | 2:29.52 | QB |
| 13 | 3 | Anca Mathilda Stefan     | Románia               | 2:29.88 | QB |
| 14 | 3 | Nina Hantakova           | Szlovákia             | 2:30.48 | QB |
| 15 | 2 | Shenagh O'byrne          | Írország              | 2:31.92 | QB |
| 16 | 1 | Pia Visocnik             | Szlovénia             | 2:33.01 | QB |
| 17 | 1 | Rita Gomes               | Portugália            | 2:38.50 |    |
| 18 | 3 | Hafdis Osk Petursdottir  | Izland                | 2:38.71 |    |
| 19 | 2 | Valentina Asenova        | Bulgária              | 2:39.05 |    |
| 20 | 2 | Iryna Pabiahayeva        | Fehéroroszország      | 2:39.55 |    |
| 21 | 3 | Emilia Pikkarainen       | Finnország            | 2:44.07 |    |
| 22 | 1 | Lidija Franic            | Horvátország          | 2:50.43 |    |

## Döntő
| A döntő | A döntő                  | A döntő               | A döntő | A döntő |
| H       | Név                      | Nemzet                | E       | Mj      |
| ------- | ------------------------ | --------------------- | ------- | ------- |
| Arany   | Ellen Gandy              | Egyesült Királyság    | 2:14.60 |         |
| Ezüst   | Carla Campo              | Spanyolország         | 2:16.25 |         |
| Bronz   | Kovács Emese             | Magyarország          | 2:20.79 |         |
| 4       | Daria Kostovarova        | Oroszország           | 2:21.13 |         |
| 5       | Nina Schiffer            | Németország           | 2:21.87 |         |
| 6       | Josefine Karlsson        | Svédország            | 2:22.21 |         |
| 7       | Andriana Terzi           | Görögország           | 2:23.68 |         |
| 8       | Eleonora Tafi            | Olaszország           | 2:23.85 |         |
| B döntő |                          |                       |         |         |
| H       | Név                      | Nemzet                | E       | Mj      |
| 1       | Tijana Vukanovic         | Szerbia és Montenegró | 2:22.53 |         |
| 2       | Anca Mathilda Stefan     | Románia               | 2:29.12 |         |
| 3       | Mich Bischoff Strandskov | Dánia                 | 2:29.27 |         |
| 4       | Nikola Zatopkova         | Csehország            | 2:30.28 |         |
| 5       | Pia Visocnik             | Szlovénia             | 2:30.51 |         |
| 6       | Nina Hantakova           | Szlovákia             | 2:30.55 |         |
| 7       | Shenagh O'byrne          | Írország              | 2:30.92 |         |
| 8       | Kim Nickels              | Luxemburg             | 2:30.93 |         |